# Roos Vanotterdijk
Roos Vanotterdijk, née le 7 janvier 2005, est une nageuse belge. Spécialiste des épreuves de 50 m à 200 m dans différentes nages, c'est avec la nage papillon qu'elle a obtenu les meilleurs résultats.
Au niveau belge, multiple championne de Belgique de natation, elle est par ailleurs détentrice du record de Belgique du 50 mètres nage libre en grand bassin, du 100 mètres nage libre, du 50 mètres dos, du 100 mètres dos et du 100 mètres papillon, ainsi que du 50 mètres dos en petit bassin et du 100 mètres quatre nages individuel.
Au niveau international, elle est championne d'Europe sur 100 mètres papillon et vice-championne d'Europe sur 50 mètres mètres papillon. Le 28 juillet 2025, elle devient à Singapour vice-championne du monde sur 100 mètres papillon.

## Biographie
Roos Vanotterdijk, née le 7 janvier 2005, est originaire de Houthalen-Helchteren dans le Limbourg. Elle a fait des études secondaires sportives à la Topsportschool à Anvers. Elle fait à présent des études universitaires en psychologie.
Au Festival olympique de la jeunesse européenne 2019 à Bakou, Roos Vanotterdijk remporte la médaille d'argent lors de la finale du 100 mètres papillon en 59 s 33.
Aux Championnats d'Europe juniors de natation en 2021 à Rome, elle remporte la médaille d'or au 50 mètres papillon avec un temps de 26 s 55, terminant à 0,41 seconde de la médaillée d'or Daria Klepikova.
Roos Vanotterdijk remporte cinq médailles aux Championnats d'Europe juniors de natation 2022 dont une médaille de bronze, deux médailles d'argent et deux médailles de bronze. Sa première médaille est une médaille de bronze au 50 mètres dos, où elle termine troisième avec un temps de 28 s 62 après avoir établi un nouveau record belge en demi-finale avec un temps de 28 s 50,,,. Au 100 mètres papillon, elle remporte la médaille d'or et le titre européen junior avec un record belge de 57,85 secondes, nageant 0,06 seconde plus vite que le record précédent de 57 s 91 établi par Kimberly Buys,,. Elle remporte ensuite la médaille de bronze au 100 mètres nage libre avec un record personnel de  de 55 s 34 pour terminer à moins de sept dixièmes de seconde de la médaillée d'or Nikolett Pádár,,. Pour le 100 mètres dos, elle remporte la médaille d'argent avec le record belge de 1 min 0 s 90, terminant à seulement 0,02 seconde de la médaillée d'or Dóra Molnár,,. Plus tard, elle remporte une deuxième médaille d'argent, cette fois au 50 mètres papillon avec un temps de 26 s 63, terminant 0,13 seconde devant la médaillée de bronze Jana Pavalić,.
En juin 2024, Vanotterdijk prend part aux Championnats d'Europe de natation 2024 à Belgrade et y remporte trois médailles. Elle obtient la médaille d'argent sur 50 mètres papillon. Deux jours plus tard, elle bat le record de Belgique sur 100 mètre papillon en 57 s 47 en remportant la médaille d'or sur 100 m papillon. Elle ajoute à ces médailles la médaille de bronze sur 100 mètres dos.
En juillet 2024, elle participe aux Jeux olympiques d'été de 2024 à Paris. Elle est éliminée en demi-finale du 100 m papillon où elle améliore son record de Belgique, se classant 10e. Elle est également éliminée en demi-finale du 100 m dos se classant 10e.
Le 28 juillet 2025, elle remporte la médaille d'argent aux Championnats du monde de natation 2025 à Singapour en établissant un nouveau record de Belgique en 100 m papillon avec un temps de 55 s 84. En demi-finales du 100 m dos, elle finit 10e,  en demi-finales du 100 m nage libre 13e et, en demi-finales du 50 m dos, 11e en améliorant le record de Belgique en 27 s 67 . En 50 m papillon, elle bat le record de Belgique en demi-finales avec un temps de 25 s 32 et, en finale, elle remporte la médaille de bronze. 
Roos Vanotterdijk est entraînée par l'entraîneur néerlandais Mark Faber. Elle est affiliée à la Zwemvereniging De Meerkoet Bree (DMB) et est sous contrat avec Sport Vlaanderen.

## Titres de championne de Belgique
Grand bassin
| Discipline       | Année      |
| ---------------- | ---------- |
| 50 m nage libre  | 2023       |
| 100 m nage libre | 2023       |
| 50 m dos         | 2023       |
| 100 m dos        | 2022, 2023 |
| 50 m papillon    | 2023       |
| 100 m papillon   | 2022       |

Petit bassin
| Discipline       | Année                  |
| ---------------- | ---------------------- |
| 100 m nage libre | 2024                   |
| 200 m nage libre | 2022                   |
| 50 m dos         | 2024                   |
| 100 m dos        | 2019, 2021, 2022, 2024 |
| 50 m papillon    | 2021, 2022, 2024       |
| 100 m papillon   | 2021, 2022, 2024       |
| 100 m 4 nages    | 2022, 2024             |

## Records personnels
Grand bassin
| Discipline         | Prestation   | Date            | Place       |
| ------------------ | ------------ | --------------- | ----------- |
| 50 m nage libre    | 24,83 s      | 25 avril 2025   | Anvers      |
| 100 m nage libre   | 53,62 s (NR) | 9 février 2025  | Anvers      |
| 200 m nage libre   | 1.59,31 s    | 21 avril 2023   | Anvers      |
| 50 m dos           | 27,67 s (NR) | 30 juillet 2025 | Singapour   |
| 100 m dos          | 58,81 s (NR) | 12 avril 2025   | Stockholm   |
| 50 m papillon      | 25,32 s (NR) | 1er août 2025   | Singapour   |
| 100 m papillon     | 55,84 s (NR) | 28 juillet 2025 | Singapour   |
| 200 m quatre nages | 2.09,73 (NR) | 14 juin 2025    | Montpellier |

Petit bassin
| Discipline       | Prestation   | Date             | Place      |
| ---------------- | ------------ | ---------------- | ---------- |
| 50 m nage libre  | 24,40 s      | 13 décembre 2024 | Copenhague |
| 100 m nage libre | 52,61 s (NR) | 15 décembre 2024 | Copenhague |
| 50 m dos         | 26,51 s (NR) | 12 décembre 2024 | Copenhague |
| 100 m dos        | 56,78 s (NR) | 10 novembre 2024 | Gand       |
| 50 m papillon    | 25,32 s (NR) | 14 décembre 2024 | Copenhague |
| 100 m papillon   | 56,86 s      | 12 décembre 2024 | Copenhague |
| 100 m papillon   | 57,92 s (NR) | 15 décembre 2024 | Copenhague |

## Palmarès

### 50 m papillon
- 2024 :  aux Championnats d'Europe de Belgrade
- 2025 :  aux Championnats du monde de Singapour

### 100 m papillon
- 2024 :  aux Championnats d'Europe de Belgrade - 57,47 s (NR)
- 2025 :  aux Championnats du monde de Singapour - 55,84 s (NR)

### 100 m dos
- 2024 :  aux Championnats d'Europe de Belgrade